# Palladium (salle de bal)
Pour les articles homonymes, voir Palladium (homonymie).
 (janvier 2008).
Si vous disposez d'ouvrages ou d'articles de référence ou si vous connaissez des sites web de qualité traitant du thème abordé ici, merci de compléter l'article en donnant les références utiles à sa vérifiabilité et en les liant à la section « Notes et références ».
Le Palladium était une immense salle de bal de deux étages à New York aux États-Unis, pouvant accueillir environ deux mille personnes. Elle était située à l'angle de Broadway et de la 53e rue dans Manhattan.

## Historique
Dans la salle créée en 1946 sous le nom Alma Dance Studios, Mario Bauza et Machito vont proposer au directeur, Tommy Martin, de programmer de la musique latine les dimanches matin. Machito, Tito Puente, Tito Rodriguez et Jose Curbelo s'y produiront. Ce sera un véritable succès, et le mambo sera finalement programmé tous les soirs; les plus grandes stars de l'époque viendront au Palladium.
Arsenio Rodriguez, la chanteuse Celia Cruz, La Sonora Matancera, Beny Moré et son orchestre, et ainsi que d'autres sont venus de Cuba pour jouer là, comme La Lupe, Daniel Santos et Miguelito Valdés (« M. Babalu », connu pour sa rivalité amicale avec Desi Arnaz). Augie et Margo Rodriguez étaient un couple de danseurs célèbres.
Lorsque le Palladium était au sommet de sa popularité, il était fréquenté par des stars d'Hollywood et de Broadway (particulièrement le mercredi soir où on y donnait des cours de danse gratuit), telles que Marlon Brando, George Hamilton et d'autres.
Le Palladium doit sa célébrité non seulement grâce à sa musique mais aussi grâce ses danseurs doués et inventifs et à son concours hebdomadaire de danse. Savoir danser était ce qui comptait, pas la classe sociale ni la couleur de peau.
Le Palladium a fermé ses portes au printemps 1966 (fin avril/début mai) mais l'enthousiasme des danseurs et des fans de musique pour la musique n'a pas diminué. La fermeture du Palladium a permis le développement du El Corso (près du Gloria Palace sur la 86e rue et la 3e Avenue) et du Cheetah (52e rue et 8e Avenue), entre autres endroits qui ont pris le relais. Et le boogaloo a succédé au mambo.
La salle et la scène du Palladium ont été reconstitués pour le film Les Mambo Kings (avec, en tête d'affiche, Armand Assante et Antonio Banderas), et dans lequel les fils de Tito Puente et Desi Arnaz (Desi Arnaz Jr.) ont joué les rôles de leur père.

## Presse
- Michel Chevalier, Ma nuit au Palladium, Journal de Genève, 28 août 1986